# Sdružení obcí Benešovska
Sdružení obcí Benešovska je dobrovolný svazek obcí (DSO) v okrese Děčín, jeho sídlem je Benešov nad Ploučnicí a jeho cílem je podpora regionálního rozvoje. Sdružuje celkem 13 obcí a byl založen v roce 1995. Všechny členské obce leží v CHKO České středohoří.
Do 28. 11. 2014 byl po Radku Leknerovi předsedou tohoto DSO Karel Vrbický. Rozhodnutím starostů členských obcí byl dne 28. 11. 2014 zvolen předsedou Ota Dračka. V tomto období svazek opustila obec Těchlovice z důvodu, že má bližší vazby na město Děčín. Dne 15. dubna 2016 se předsedou svazku stal místostarosta Benešova nad Ploučnicí Petr Jansa.

## Obce sdružené v mikroregionu
- Benešov nad Ploučnicí (město)
- Malá Veleň
- Františkov nad Ploučnicí
- Valkeřice
- Merboltice
- Verneřice (město)
- Dolní Habartice
- Horní Habartice
- Heřmanov
- Markvartice
- Dobrná
- Velká Bukovina

### Bývalé členské obce
- Starý Šachov (členství ukončeno ze strany obce ke dni 31. 12. 2013)